# Vinacomin

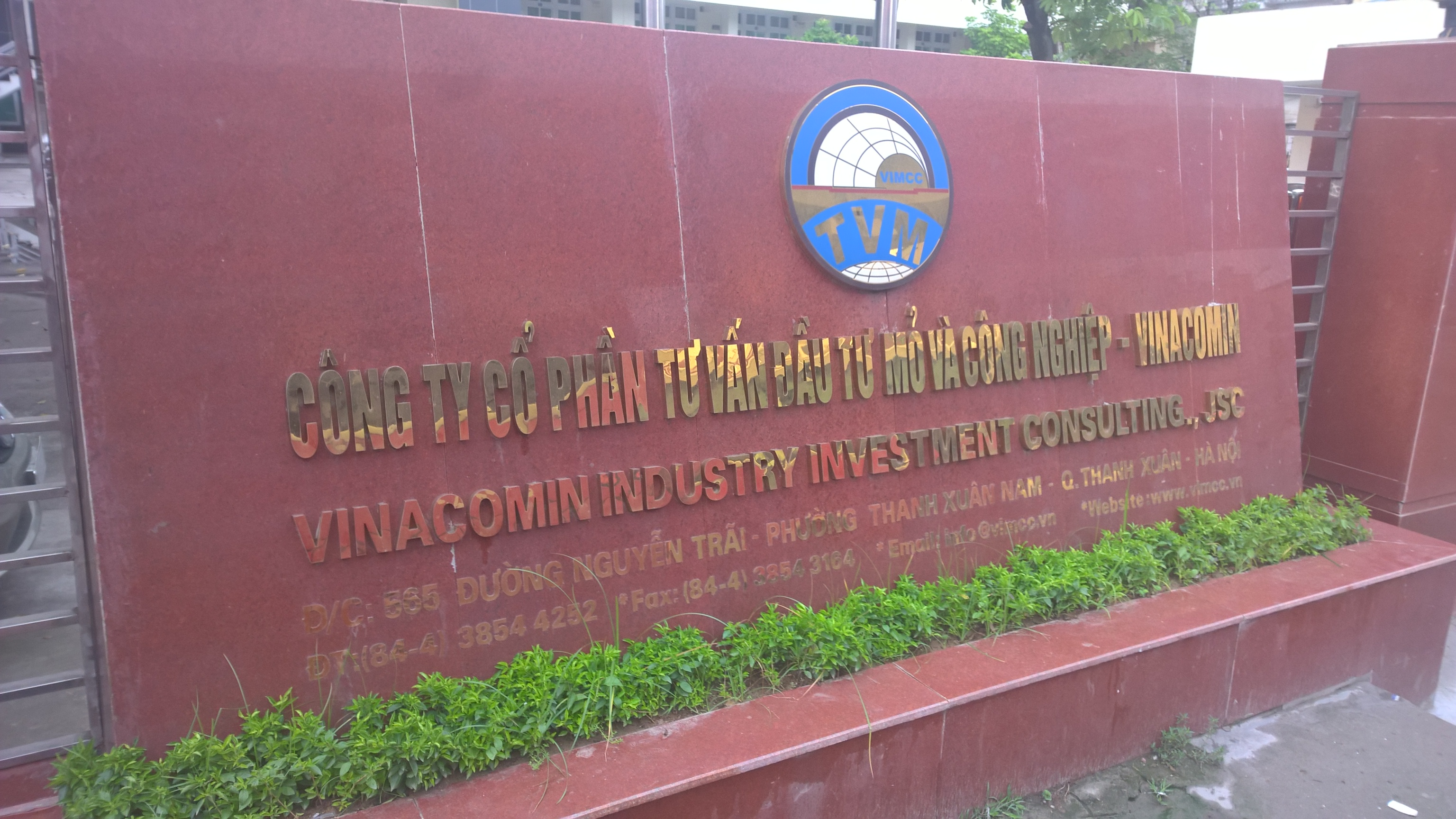
Der Eingang zur Vinacomin Industry Investment Consulting, JSC in Hà Đông.

Vinacomin (vietnamesisch Tập đoàn công nghiệp Than và Khoáng sản Việt Nam – TKV) ist der staatliche vietnamesische Bergbaukonzern. Wichtigste Abbauprodukte sind Steinkohle, die in mehreren Tagebauen in der Halong-Bucht abgebaut wird, sowie Bauxit. Vinacomin betreibt außerdem Kohlekraftwerke und eine Aluminiumhütte in der Provinz Đắk Nông. 
2014 förderte das Unternehmen 37,4 Mio. t Kohle. Mit 120.000 Mitarbeitern ist Vinacomin einer der größten Arbeitgeber des Landes.